# Dub u Kocourovy cesty
Dub u Kocourovy cesty je památný strom dubu letního (Quercus robur) rostoucí severně od obce Dolní Řasnice ve Frýdlantském výběžku na severu Libereckého kraje České republiky. Jeho výška dosahuje 14 metrů a obvod kmene činí 226 centimetrů. Západně od něj, přibližně v ose katastrální hranice mezi Dolní Řasnicí a Krásným Lesem, vede polní cesta spojující Dolní Řasnici (od hřbitova u krásnoleského kostela svaté Heleny, který u této hranice také leží) směrem k obci Bulovka. Severovýchodním směrem od stromu se nachází vrchol Řasný (433 m n. m.) a jihozápadním pak Mokrý vrch (420 m n. m.).
Rozhodnutí o prohlášení stromu za památný vydal 13. června 2005 městský úřad ve Frýdlantě. Účinnosti tento dokument nabyl 12. července téhož roku.